# Elk Grove Village
Elk Grove Village – wieś w Stanach Zjednoczonych, w stanie Illinois, na terenie hrabstw Cook i DuPage, na północno-zachodnich przedmieściach Chicago. Miejscowość położona jest na zachód od międzynarodowego portu lotniczego O'Hare.

## Gospodarka
Na jej terenie znajduje się największy w Ameryce Północnej park przemysłowy Elk Grove Business Park, gdzie działalność prowadzi 3600 firm, a zatrudnienie ma 100 tys. osób.